# Richard Strachey

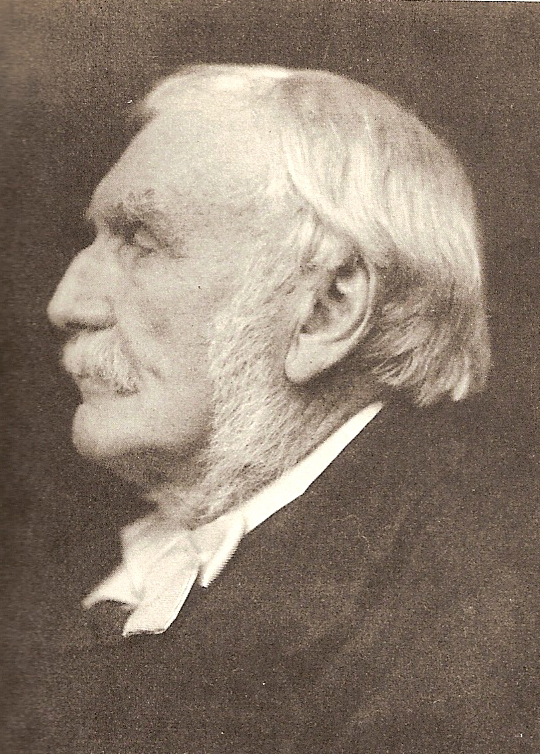
Richard Strachey

Sir Richard Strachey (* 24. Juli 1817 in Stowey (Somerset); † 12. Februar 1908 in Camden, London) war ein britischer Offizier, Kolonialbeamter in Indien und Naturwissenschaftler.

## Leben und Wirken
Strachey stammte aus einer Familie von Kolonialbeamten in Britisch-Indien. Strachey besuchte eine Militärschule, kam 1836 zu den Bengal Engineers und war mit Bewässerungssystemen beschäftigt. 1845/46 nahm er am Ersten Sikh-Krieg teil (Schlachten von Aliwal und Sobraon). 1848 und 1849 unternahm er mit seinem Bruder Henry Strachey Expeditionen nach Tibet. Danach war er Kolonialbeamter auf verschiedenen Posten, zum Beispiel als Generaldirektor für Bewässerung von 1867 bis 1871, als Reorganisator der Abteilung öffentliche Arbeiten und bei der Dezentralisierung der Finanzverwaltung. 1871 verließ er Indien, kehrte aber 1877 zurück zu Verhandlungen über den Kauf der East Indian Railway. Er stand einer Kommission über Hungersnöte in Indien vor und war ab 1878 maßgeblich an Bestrebungen beteiligt, die Rupie zu stabilisieren und an das Pfund zu koppeln. 1892 war er Vertreter von Britisch-Indien auf der International Monetary Conference in Brüssel. Von 1875 bis 1889 war er im Rat des Staatssekretärs für Indien und 1889 wurde er Vorsitzender der East Indian Railway Company. Als Militär war er zuletzt Lieutenant-General.
Als Wissenschaftler befasste er sich mit Meteorologie, Geologie, Botanik und Geographie insbesondere des Himalaya. Er war wesentlich an der Gründung des Indian Meteorological Department beteiligt und war von 1883 bis 1895 Vorsitzender des Meteorological Council der Royal Society. Er entwarf und baute auch meteorologische und mathematische Instrumente etwa zur harmonischen Analyse von Wettermessungen und deren graphischen Darstellung. Zudem entwarf und baute er ein Nephoskop zur Bestimmung der Bewegungsrichtung hochliegender Wolken.
Strachey war zweimal verheiratet, seine erste Frau starb früh. Aus der zweiten Ehe (1859) mit der Suffragette und Autorin Jane Maria Strachey gingen 13 Kinder hervor, darunter Lytton Strachey, Oliver Strachey, James Strachey, die Feministin Philippa Strachey (Pippa Strachey), die Romanistin Pernel Strachey und die Autorin Dorothy Bussy.

## Ehrungen
Er war Fellow der Royal Society (1854), deren Royal Medal er 1897 erhielt. Er amtierte von 1888 bis 1889 als Präsident der Royal Geographical Society und deren Fellow. 1906 erhielt er die Symons Medal der Royal Meteorological Society. Er war GCSI.